# 鬼武者2
《鬼武者2》是2002年3月7日由日本電視遊戲公司卡普空推出的一款動作遊戲，其平台為PlayStation 2。其高清复刻版于2025年5月23日登陆PlayStation 4、Xbox One、任天堂Switch和PC，Steam版则发行于2025年5月23日，这是该作品自2002年发售以来首次官方中文化。

## 概要
本作由稻船敬二負責開發，原版推出後深受玩家歡迎，銷售量突破百萬套。

## 故事大綱
前作《鬼武者》中，明智左馬介雖然最後成功利用鬼之力把幻魔王消滅，阻止了其陰謀，但仍然沒有把幻魔之禍的火種完全撲滅，
織田信長在倖存的幻魔族擁立之下，繼承了幻魔王之位，成為新一代的幻魔王。
人间過了十二年（1572年），织田信長經過多年的養兵蓄銳，準備率領重生的幻魔軍團，企圖統一全天下，完成他的千秋霸業。同時下令幻魔嘍囉們四處搜索左馬介的下落，以除去這個眼中釘。在此，他又與鬼之一族有密切關係的柳生家族結怨，以柳生家族叛變為由，實為斷絕鬼之一族與柳生家族傳說中的「根脈」，信長下令血洗柳生庄，以防止鬼族與柳生家族聯盟，攔阻其霸業。
傳說中的鬼族及柳生氏的「根脈」，就是指柳生十兵衛（日本劍術歷史有名的柳生新陰流創辦人）。他繼承了半鬼族之血，相传柳生氏族是鬼之一族后裔，历代族长必须娶鬼族女子为妻，并世代守护人间，消灭幻魔一族。十兵衛素未谋面的親生母親高女，正為鬼之一族女子。在他四處覽遊之際得知柳生庄族人慘被信長殺害，悲憤不已。之后從高女口中得知信長並非普通凡人，需要集齐“仁、圣、和、礼、勇”五颗宝玉，才能彻底封印幻魔王信长，在高女的指引下，十兵衛繼承了鬼武者的力量，与小谷之御邑等五位伙伴踏上冒险之路，與信長展開激戰，終於將之殲滅，並開創歷史上著名的柳生氏新陰流劍術一派。

## 人物
| 人物       | 配音                                   |
| 柳生十兵衛 | 松田優作（人物形象）；硬派工藤（配音） |
| 小谷之御邑 | 澤海陽子                               |
| 風魔小太郎 | 石田彰                                 |
| 雜賀孫市   | 咲野俊介                               |
| 安國寺惠瓊 | 石住昭彥                               |
| 織田信長   | 大塚明夫                               |
| 高女       | 田中敦子                               |

## 系統
- 增加好感度系統。角色好感度越高，劇情將圍繞該角色進行。
- 一閃
- 彈一閃
- 蓄力一閃（溜一閃）
- 連鎖一閃
- 集氣攻擊（奥义）
- 鬼戰術

| 汇总媒体   | 得分   |
| ---------- | ------ |
| Metacritic | 84/100 |

| 媒体            | 得分   |
| --------------- | ------ |
| Game Revolution | B+     |
| GameSpot        | 7.9/10 |
| GameSpy         | 4/5    |
| IGN             | 8.9/10 |
| PALGN           | 8/10   |
| Fami通          | 36/40  |